# Nadia Samir
Nadia Samir (en arabe :نادية سمير), de son vrai nom Fatma Zodmi, est une speakerine et actrice franco-algérienne, née à Orléansville (actuelle Chlef) en Algérie le 12 avril 1947 et morte  à Paris le 2 mai 2011 des suites d'un cancer,.

## Carrière
Nadia Samir, après sa formation de comédienne, joue dans Mendiants et Orgueilleux (1970) de Jacques Poitrenaud avec Georges Moustaki. Elle enchaîne ensuite les petits rôles au cinéma, notamment face à Alain Delon dans La Race des Seigneurs (1973) de Pierre Granier-Deferre, Simone Signoret dans La Vie Devant Soi (1977) de Moshé Mizrahi ou Micheline Presle dans Certaines Nouvelles (1977) de Jacques Davila, ainsi que dans des téléfilms ou des feuilletons. le réalisateur algérien Sid Ali Mazif lui offre le premier rôle dans Leïla et les Autres (1977), qui évoque l’émancipation de la femme au Maghreb.
Nadia Samir devient speakerine sur TF1 pendant huit ans, de 1984 à 1992, aux côtés de Il y avait Évelyne Dhéliat, Denise Fabre, Fabienne Égal,,. Plus qu'un simple passe-plat cathodique, elle fut surtout la première speakerine d'origine maghrébine à apparaître sur TF1 dans les années 80, avant la disparition définitive de ces dernières en 1992.
« Nadia Samir était la première speakerine Franco-maghrebine dans un  paysage audio-visuel français jusqu’alors monochrome. Speakerine vedette de TF1, Nadia Samir a marqué notre inconscient collectif, tant son visage s’est imprimé durant ces longues années dans notre imaginaire, donnant ainsi un visage à la diversité, attendue et espérée par des millions de Français. A sa manière, elle a représentée une autre image de la femme maghrébine ouverte, moderne et engagée loin des stéréotypes dans lesquelles ont été trop souvent enfermées les femmes de l’immigration. » - Fadila Mehal, Présidente-Fondatrice des Marianne de la diversité.
Après ces sept année de speakerine, pour le petit écran, elle se retourne au théâtre et au cinéma. Elle interprète les rôles principaux des séries Sixième Gauche et Fruits et Légumes, toutes deux diffusées sur France 3 dans les années 1990. Elle jouera également, entre autres, dans les séries Navarro (TF1), Studio Sud (M6), Sixième Gauche (FR3).
Elle jouera ensuite dans plusieurs films dont Bab El-Oued City, de Merzak Allouache (1993), Là-Bas... Mon Pays de Alexandre Arcady (1999), Le Genre humain : Les Parisiens de Claude Lelouch (2003), Le Courage d'Aimer (2004) de Claude Lelouch, Cartouches Gauloises de Mehdi Charef (2006) présenté hors compétition au Festival de Cannes, où le réalisateur Mehdi Charef évoque ses souvenirs d’enfance au cours du dernier printemps avant l’indépendance de l’Algérie. Cette prestation reste sa dernière apparition à l’écran.
Nadia Samir était aussi une féministe convaincue qui avait rejoint les Marianne de la diversité dés sa création en 2005. Pour Fadila Mehal, présidente-fondatrice des Marianne de la diversité, « Elle souhaitait humblement, que son parcours serve d’exemple à tout ceux qui doutent et  s’interrogent sur la place qui leur est faite dans la société Française du fait de leur origine. À sa façon, elle a montré que pour elle sa diversité était pour la France un cadeau et non un fardeau. ».

### Vie privée
Elle donne naissance en 1984 à une fille appelée Roxane. Elle meurt à Paris le 2 mai 2011 des suites d'un cancer,.

## Filmographie

### Cinéma
- 1970 : Dossier prostitution de Jean-Claude Roy : Irène
- 1972 : Mendiants et Orgueilleux de Jacques Poitrenaud : La prostituée
- 1974 : La Race des seigneurs de Pierre Granier-Deferre : L'employée de Creezy
- 1977 : Leïla et les autres de Sid Ali Mazif : Leïla
- 1977 : La Vie devant soi de Moshe Mizrahi
- 1980 : Certaines nouvelles de Jacques Davila : Zénia
- 1987 : Il est génial papy ! de Michel Drach : Une speakerine
- 1989 : Coeur nomade de Fitouri Belhiba : Regaya
- 1991 : Le Cri des hommes de Okacha Touita : La compagne de Rubio
- 1994 : Bab El-Oued City de Merzak Allouache : Ouardya
- 1999 : Là-bas... mon pays d'Alexandre Arcady : (Voix)
- 2004 : Les Parisiens de Claude Lelouch : La serveuse
- 2006 : Gourbi Palace de Bachir Derrais : La compagne d'Hamid
- 2007 : Cartouches gauloises de Mehdi Charef : Habiba

### Télévision
- 1973 : L'étang de la Breure (Série TV) : Aliette Deshouches
- 1974 : Sultan à vendre (Téléfilm) : La servante
- 1978 : Allégra (Téléfilm) : Patricia
- 1979 : Miss (Série TV) : La gardienne Miss
- 1988 : Un coupable (Téléfilm) : Leïla
- 1991 : Sixième gauche (Série TV) : Djemila
- 1991 : Cas de divorce (Série TV) : Rosa Pommier
- 1994 : Fruits et légumes de Christophe Andrei (Série TV) : Farida Badoui
- 1994 : Seconde B (Série TV) : Madame Rabahi
- 1996 : Studio Sud (Série TV)
- 2006 : Navarro (Série TV) : Evelyne Metsu